# Parkvorstadt
Der Bereich Parkvorstadt erstreckt sich westlich vom Rothäuserbergweg in Weimar bis nach Oberweimar. Seine nördlichen Begrenzungen sind die Jenaer Straße bzw. Lindenberg, der Bereich Großmutterleite bzw. Gartenstadtsiedlung mit der Tiefurter Allee als westliche Grenze und die Bodelschwingstraße. In diesem auf den Ilmpark bezogenen Bereich sind sogar Teile integriert, die bereits zum Ilmpark gerechnet werden. Dazu zählen der Corona-Schröter-Weg, der Bereich Horn, Dichterweg. In dem Bereich befindet sich die Altenburg. Die Parkvorstadt gehörte in ihrer Gesamtheit zum Ilmpark. In das Konzept waren das Webicht, Schloss Tiefurt, und Kromsdorf einbezogen.
In dem Bereich sind Einfamilienhäuser und Stadtvillen der Jahre von 1930 bis 1950 prägende Bebauung. Alte Baumbestände, begrünte Innenhöfe und gepflegte Außenanlagen sind bezeichnend für den beliebten Wohnstandort. In dem Bereich Am Horn befand sich einmal ein Militärgelände. Das war nicht erst seit den Besatzungszeiten nach 1945 der Fall, sondern spätestens mit dem Bau der nach Ferdinand Streichhan benannten Streichhan-Kaserne zu Beginn der zweiten Hälfte des 19. Jahrhunderts. Die Streichhan-Kaserne ist somit der älteste Teil der Parkvorstadt. Der älteste Bau ist dessen Gewehrkammer, die vorher landwirtschaftlichen Zwecken diente und heutige Studentenwohnheim Leibnizallee 10b. Spätestens seit den 1860er Jahren begann damit der Prozess einer Bebauung westlich der Kegelbrücke, wo sich das Parkbad befand, dessen Errichtung ebenfalls Streichhan zugeschrieben wird, und nördlich bis zum Bereich der Bahnstrecke Weimar–Gera. Der Prozess der Bebauung ist keineswegs mit den 1950er Jahren abgeschlossen wie am Bereich unterhalb des Hauses Ithaka bzw. am Schießhaus zu sehen ist, deren Gelände mit moderner Investorenarchitektur bebaut wurde. Der Prozess der stetigen Verkleinerung des Ilmparks durch Bebauung wurde schon nach 1950 u. a. von Wolfgang Huschke mit Sorge betrachtet.
Objekte der Parkvorstadt stehen auf der Liste der Kulturdenkmale in Weimar (Sachgesamtheiten und Ensembles) und auf der Liste der Kulturdenkmale in Weimar (Einzeldenkmale).